# Nephropsis
Nephropsis ist eine meeresbewohnende Gattung der Zehnfußkrebse (Decapoda) aus der Familie der Hummerartigen (Nephropidae). Sie umfasst heute 15 Arten, die im Atlantik, Pazifik und im Indischen Ozean verbreitet sind.

## Beschreibung
Bei Nephropsis ist das Rostrum gerade und an seinen seitlichen Rändern behaart. Es besitzt keine oder ein bzw. zwei Paare schräg nach vorne gerichtete, seitliche Dorne, jedoch stets keine bauchseitigen Dorne. Vom Rostrum ausgehend verlaufen zwei manchmal mit Spitzen versehene Grate rückenseitig bis über den vorderen Bereich des Carapax. Hinter dem Rostrum befindet sich ein deutliches Tuberkel (gastric tubercle).
Das erste Somit des Abdomens ist glatt und ohne Grat. Bei den restlichen Somiten kann jeweils ein medianer Grat vorhanden sein. Die Pleura, die seitliche Vorsätze der Somite, sind nahezu dreieckig und überlappen sich nicht. Das Telson ist länglich rechteckig und besitzt an den hinteren Kanten kleine zu Seite gerichtete (posterolaterale) Spitzen.
Die nicht pigmentierten Augen sind klein und der Stiel ist relativ kurz. Die Flagella des ersten Antennenpaares sind kürzer als der Carapax, die des zweiten Paares sind länger als die Gesamtkörperlänge. Die Antennenbasis (antennal peduncle) besitzt keinen Exopoditen (Scaphocerite).
Die Scheren am ersten Schreitbeinpaar sind gleich, können behaart sein und haben manchmal kleine Dornen. Die zugespitzten Scherenfinger sind gebogen und überkreuzen sich. Sie sind etwa genauso lang wie die Scherenhand. Das zweite und dritte Schreitbeinpaar ist an den kleinen Scheren lang behaart. Am vierten und fünften Paar befinden sich keine Scheren. Bei Männchen haben die Coxa des dritten Schreitbeins einen meist mit Spitzen versehenen Fortsatz.
Das erste Paar der Schwimmbeine der Männchen ist verhärtet, das der Weibchen ist weich und flexibel. Die Uropoden sind breit und kräftig, sowohl Endo- als auch Exopodit haben an ihrer seitlichen Kante eine Spitze. Eine Diaeresis, eine querverlaufende Vertiefung am Expoditen der Uropoden, kann vorhanden sein oder fehlen.
Die Gesamtkörperlänge der Nephropsis-Arten kann 2 cm bis 15 cm betragen.

## Verbreitung
Die Arten von Nephropsis sind im Indopazifik, im östlichen und westlichen Atlantik sowie im östlichen Pazifik in Meerestiefen von 180 m bis 1800 m verbreitet.

## Systematik und Taxonomie
Die Gattung Nephropsis besteht aus folgenden, rezent bekannten Arten:
- Nephropsis acanthura Macpherson, 1990
- Nephropsis aculeata Smith, 1881
- Nephropsis agassizii A. Milne-Edwards, 1880
- Nephropsis atlantica Norman, 1882
- Nephropsis carpenteri Wood-Mason, 1885
- Nephropsis ensirostris Alcock, 1901
- Nephropsis holthuisii Macpherson, 1993
- Nephropsis malhaensis Borradaile, 1910
- Nephropsis neglecta Holthuis, 1974
- Nephropsis occidentalis Faxon, 1893
- Nephropsis rosea Bate, 1888
- Nephropsis serrata Macpherson, 1993
- Nephropsis stewarti Wood-Mason, 1872
- Nephropsis suhmi Bate, 1888
- Nephropsis sulcata Macpherson, 1990

Fossil ist eine weitere Art bekannt. Nephropsis ist innerhalb der Hummerartigen mit der Gattung Metanephrops näher verwandt. Die Eingliederung dieser Gattung zusammen mit Nephropides, Thymops und Thymopsis in die Unterfamilie Thymopinae Holthuis, 1974 ist veraltet und wird von Ergebnissen einer phylogenetischen Studie nicht gestützt.
James Wood-Mason fing ein weibliches Individuum von Nephropsis stewarti bei den Andamanen aus einer Tiefe zwischen 260 und 300 Faden (entspricht 468 m und 540 m) und beschrieb anhand dieser Typspezies die Gattung Nephropsis. Das Suffix '-opsis' bedeutet sinngemäß 'äußeres Erscheinungsbild von', der Gattungsname bezieht sich folglich auf die morphologischen Gemeinsamkeiten mit Nephrops.